# Làng Quan họ quê tôi
"Làng Quan họ quê tôi" là một bài của nhạc sĩ Nguyễn Trọng Tạo phổ từ bài thơ "Làng Quan họ" của nhà thơ Nguyễn Phan Hách từ năm 1978. Năm 1979 được Đài Tiếng nói Việt Nam thu thanh (do ca sĩ Thanh Hoa và tốp nữ Ban ca nhạc Đài TNVN trình bày) phát sóng lần đầu tiên, và lập tức sau đó được phát trên chương trình "Bài hát theo yêu cầu thính giả" và được dạy hát qua Đài. Đây cũng là bài hát nhạc hiệu chính thức của Đài Phát thanh - Truyền hình Bắc Ninh.
Bài hát được đưa vào chương trình karaoke Âm nhạc Việt Nam (chọn lọc) do Nhật Bản và Việt Nam thực hiện. Nhiều ca sĩ đã biểu diễn, in đĩa CD VCD DVD và được nhiều biên đạo dựng thành tiết mục múa, và đã được xếp trong danh sách "Những bài hát đi cùng năm tháng".